# مايسا كارا
مايسا كارا (1989)، هي مغنية لبنانية أمريكية، تقيم حاليا في لوس أنجلوس. انتقلت أولا إلى بوسطن سنة 2007 وتخرجت منكلية باركلي للموسيقى سنة 2012، وأدت عدة دورات مع الإيطالي باسقال إيسبوسيتو، ثم بعدها مع الموسيقار العربي سيمون شاهين. سنة 2013، شاركت في النسخة العربية لأغنية الأرنب الأبيض في فيلم احتيال أمريكي والتي ترشحت لجائزة غرامي لأفضل موسيقى تصويرية في فيلم مرئي سنة 2015. فازت مايسا بجائزة الثقافة الوطنية اللبنانية عن أغنيتها في بيروت، ومنذ 2014 انتقلت واستقرت في لوس أنجلوس حيث كتبت أول ألبوم لها.

## النشأة
ولدت مايسا كارا في بيروت، لبنان سنة 1989، وبدأت الغناء في الطفولة، في سن ال7. دخلت بعدها مايسا إلى المدرسة الموسيقية لبيروت ودرست الأداء الصوتي، البيانو، ونظرية الموسيقى. وهي تلميذة غنت في عدة أحداث لعدة منظمات غير ربحية مثل «نادي الأسود»، اليونيسكو، والمدرسة اللبنانية للعمى والصمم.

## المشوار الموسيقي

### الانتقال إلى بوسطن
سنة 2006 انتقلت مايسا وعائلتها إلى بوسطن، ودرست الهندسة المدنية قبل انضمامها إلى كلية باركلي للموسيقى سنة 2008. ودرست موسيقى الشرق الأوسط وأوروبا الشرقية، الأوبرا الكلاسيكية، الأنواع الموسيقية المعاصرة. تستطيع مايسا الغناء بالإنجليزية، العربية، الفارسية، الإيطالية والفرنسية.
غنت مايسا في فانيل هول أثناء دراستها بالكلية، وسنة 2010 غنت في حفل لتكريم الممثل الدائم للمنظمة الدولية للفرنكوفونية. درست مايسا الموسيقى العربية من طرف الملحن والموسيقار سيمون شاهين عندما كانت في السنة الأخيرة في الكلية، وبعدها أصبحت موسيقارية ضيفة في العديد من حفلاته في الولايات المتحدة وكندا.
في أواخر 2011، عادت مايسا إلى لبنان لتؤدي أول حفل رسمي لها في لبنان مع مغنيان آخران لبنانيان متخرجين من كلية براكلي في قاعة حفلات الجامعة الأمريكية في بيروت في حفل سمي ب«لحظة واحدة في الوقت».

## ديسكوغرافيا

### الأغاني المنفردة
| السنة | الاسم                                     | الألبوم                  |
| ----- | ----------------------------------------- | ------------------------ |
| 2013  | الأرنب الأبيض (بالإنجليزية: White Rabbit)‏ | أغنية فيلم احتيال أمريكي |